# Golden Kingdom
Golden Kingdom è un film del 2015 diretto da Brian Perkins.
Il film racconta la storia di quattro giovani monaci buddisti e della loro vita in un tempio buddhista. Il film è stato girato interamente in Birmania. Questa è la prima pellicola internazionale prodotta in Birmania dopo la sua recente apertura.

## Trama
Annidato tra le montagne della Birmania vi è un tempio buddista abitato da Sayadaw, l'abate del tempio, e da quattro giovani monaci Koyin Witazara, Koyin Wezananda, Koyin Thiridema e Koyin Awadadema. Un giorno Sayadaw capisce che deve andare via per questioni personali e lascia il monastero per un po', lasciando i quattro giovani monaci a cavarsela da soli. Prima di lasciarli però decide di mettere Koyin Witazara, l'anziano del gruppo, come responsabile. Senza più Sayadaw, i quattro lottano per mettere il cibo in tavola confrontandosi con i loro timori e demoni interni.

## Produzione
Tre dei quattro giovani monaci raffigurati nel film sono realmente monaci apprendisti, mentre U Zawtica che interpreta Sayadaw è anche lui stesso un vero e proprio monaco buddhista.